# Instituto Nacional de Ciencias Forenses de Guatemala
El Instituto Nacional de Ciencias Forenses de Guatemala (INACIF) de Guatemala, es una institución auxiliar de la administración de justicia, con autonomía funcional, personalidad jurídica y patrimonio propio. Tiene competencia a nivel nacional y la responsabilidad en materia de peritajes técnicos científicos de conformidad con la Ley Orgánica del INACIF, Decreto 32-2006 del Congreso de la República de Guatemala. 
Anualmente tiene una partida en el Presupuesto General de Ingresos y Egresos del Estado y, sus recursos los administrará de manera autónoma en función a sus propios requerimientos.
El Instituto Nacional de Ciencias Forenses tiene como finalidad principal la prestación del servicio de investigación científica de forma independiente, emitiendo dictámenes técnicos científicos. 
La ubicación de las oficinas centrales del Instituto Nacional de Ciencias Forenses se encuentra en la Ciudad de Guatemala pero tiene oficinas regionales y departamentales en todo el país, actualmente se divide en 5 regiones.

## Valores Institucionales
Los Valores por los cuales se rige el Instituto Nacional de Ciencias Forenses de Guatemala, son los siguientes:
- Ética
- Veracidad
- Transparencia
- Excelencia
- Trabajo en equipo
- Objetividad
- Respeta a la dignidad humana

## Estructura Orgánica
El Instituto Nacional de Ciencias Forenses está integrado por los órganos siguientes:
- Consejo Directivo
- Director general, Msc. Fanuel Macbanai García Morales
- Secretario General, Lic. Erick Cordón
- Departamento Técnico Científico, Dr. Jorge Granados
- Departamento Administrativo Financiero, Lic. Antulio Martínez
- Departamento de Capacitación
- Aquellos que sean necesarios y aprobados por el Consejo Directivo.

### Consejo Directivo
El Consejo Directivo del Instituto Nacional de Ciencias Forenses es la máxima autoridad de dicha institución. El Consejo Directivo está integrado así:
a) El Presidente de la Corte Suprema de Justicia o su representante, debidamente acreditado, quien deberá ser Magistrado de la misma, quien coordinará el Consejo Directivo del INACIF;
b) El ministro de Gobernación o su representante, debidamente acreditado, quien deberá ser un viceministro; 
c) El fiscal general de la República o su representante, quien deberá ser un funcionario del más alto nivel;
d) El director del Instituto de la Defensa Pública Penal o su representante, debidamente acreditado, quien deberá ser funcionario del más alto nivel; 
e) El Presidente de la Junta Directiva del Colegio de Médicos y Cirujanos de Guatemala o su representante, debidamente acreditado, quien deberá ser miembro de la Junta Directiva de dicho Colegio;
f) El Presidente de la Junta Directiva del Colegio de Químicos y Farmacéuticos de Guatemala o su representante, debidamente acreditado, quien deberá ser miembro de la Junta Directiva de dicho Colegio; y,
g) El Presidente de la Junta Directiva del Colegio de Abogados y Notarios de Guatemala o su representante, debidamente acreditado, quien deberá ser miembro de la Junta Directiva de dicho Colegio.
Simultáneamente con la designación del titular se hará la del respectivo suplente. Los miembros titulares y suplentes del Consejo Directivo desempeñarán sus funciones mientras permanezca en su cargo el funcionario que los designó; salvo que el nuevo funcionario los ratifique.

### Dirección General
La Dirección General está a cargo del director general, que es el jefe del INACIF y el responsable de su buen funcionamiento. También ejerce la representación legal del mismo y le corresponde la ejecución de sus operaciones y la administración interna. Es la autoridad administrativa y jefe superior de todas las dependencias y de su personal. El director general del INACIF es nombrado por el Consejo Directivo, dentro de los candidatos al concurso público de méritos, que es convocado para el efecto al menos con sesenta días de anticipación conforme lo señala el reglamento respectivo y ejerce las funciones del cargo durante cinco años, pudiendo ser reelecto por una sola vez.

## Lista de directores generales
- Dra. Miriam Ovalle Gutiérrez de Monroy
- Dr. Jorge Nery Cabrera Cabrera[1]

## Enlace Externo
- www.inacif.gob.gt